# メディアファクトリー新書
メディアファクトリー新書（メディアファクトリーしんしょ）は、KADOKAWA メディアファクトリーブランドカンパニーが発行していた新書レーベル。MF新書（エムエフしんしょ）とも言われた。

## 概要
2010年6月29日創刊。キャッチコピーは「『知る』はこんなに面白い!」。
創刊にあたっては「新書は、何かを学びたい時や新しい世界に触れたい時に読まれる一方で、趣味や娯楽など、遊び心を満たしたい時にも読まれる。新書は、社会や経済の最新の状況を確かめる時に読まれる一方で、恋愛などに活かす目的でも読まれる。このように、新書の守備範囲は非常に広く、様々な用途で読まれている。そうであるならば、もっと自由で、楽しく、大胆な新書を目指そう。これまでにない、新しい「エンタテインメント新書」をつくっていこう」といった思いが発せられた。
特徴として心理学・歴史・アイドル・官能など、大人の知的好奇心を満たす様々なテーマを扱うこと、活字だけに捕われず、写真やイラスト、漫画などを豊富に使用するなど分かり易さを重視すること、執筆陣は大学教授・ジャーナリスト・医師・漫画家など、様々な分野の第一線で活躍する専門家であることの3つが挙げられていた。
同年12月から、電子書籍版の発売も開始していた。
2014年、『［図解］電車通勤の作法』（田中一郎）が第4回エキナカ書店大賞を受賞していた。
2015年2月新刊より、KADOKAWAの他の新書レーベルだった角川oneテーマ21（角川書店ブランドカンパニー）、角川SSC新書（角川マガジンズ ブランドカンパニー）、アスキー新書（アスキー・メディアワークス ブランドカンパニー）と合わせ、レーベル名を角川新書に統一した。

## ラインナップ
| 番号 | 書名                                                         | 著者                                              | 出版年月   | 備考                                                      |
| ---- | ------------------------------------------------------------ | ------------------------------------------------- | ---------- | --------------------------------------------------------- |
| 001  | セクシィ古文                                                 | 田中貴子 田中圭一                                 | 2010年6月  | ナレッジエンタ読本8『セクシィ古文!』を新書化。            |
| 002  | こんなに違う! 世界の国語教科書                               | 二宮皓（監修）                                    | 2010年6月  |                                                           |
| 003  | アイドルと病                                                 | 前田忠明                                          | 2010年6月  |                                                           |
| 004  | FBI式 人の心を操る技術                                       | ジャニーン・ドライヴァー 高橋結花（訳）           | 2010年6月  |                                                           |
| 005  | なぜアヒル口に惹かれるのか                                   | 野村理朗                                          | 2010年6月  |                                                           |
| 006  | 睡眠はコントロールできる                                     | 遠藤拓郎 江川達也                                 | 2010年6月  |                                                           |
| 007  | 事情のある国の切手ほど面白い                                 | 内藤陽介                                          | 2010年8月  |                                                           |
| 008  | エクソシスト急募 なぜ現代人が「悪魔祓い」を求めるのか?       | 島村菜津                                          | 2010年8月  |                                                           |
| 009  | なぜ人は砂漠で溺死するのか? 死体の行動分析学                 | 高木徹也                                          | 2010年8月  |                                                           |
| 010  | サクサクわかる現代史                                         | 青木裕司 片山まさゆき                             | 2010年8月  | ナレッジエンタ読本6『サクサク現代史!』を新書化。          |
| 011  | お金持ちのお金はなぜなくならないの?                          | 宮本弘之                                          | 2010年10月 |                                                           |
| 012  | 「あがり」は味方にできる                                     | 有光興記                                          | 2010年10月 |                                                           |
| 013  | M-1戦国史                                                    | ラリー遠田                                        | 2010年10月 |                                                           |
| 014  | すごい駅                                                     | 横見浩彦 牛山隆信                                 | 2010年10月 | ナレッジエンタ読本3『すごい駅!』を新書化。                |
| 015  | 働かないアリに意義がある                                     | 長谷川英祐                                        | 2010年12月 |                                                           |
| 016  | 沈没船が教える世界史                                         | ランドール・ササキ                                | 2010年12月 |                                                           |
| 017  | 3秒で「場をつかむ」技術                                      | 元祖爆笑王                                        | 2010年12月 |                                                           |
| 018  | お笑い式 やり直し数学                                        | 大輪教授 飯高茂                                   | 2010年12月 | ナレッジエンタ読本11『ウケる数学!』を新書化。             |
| 019  | なぜ取り調べにはカツ丼が出るのか? テレビドラマと日本人の記憶 | 中町綾子                                          | 2010年12月 |                                                           |
| 020  | 死体入門                                                     | 藤井司                                            | 2011年2月  | ナレッジエンタ読本7『死体入門!』を新書化。                |
| 021  | 空想法律読本                                                 | 盛田栄一 森田貴英・片岡朋行（法律監修）           | 2011年2月  | 同名単行本を新書化。                                      |
| 022  | 新幹線を運転する                                             | 早田森                                            | 2011年2月  |                                                           |
| 023  | パンダ外交                                                   | 家永真幸                                          | 2011年2月  |                                                           |
| 024  | 2100年、人口3分の1の日本                                     | 鬼頭宏                                            | 2011年4月  |                                                           |
| 025  | セクシィ川柳                                                 | 東正秀 田中圭一                                   | 2011年4月  |                                                           |
| 026  | こんなに違う! 世界の性教育                                   | 橋本紀子（監修）                                  | 2011年4月  |                                                           |
| 027  | 田舎の家のたたみ方                                           | コンタロウ 三星雅人                               | 2011年6月  |                                                           |
| 028  | なぜ人妻はそそるのか? 「よろめき」の現代史                   | 本橋信宏                                          | 2011年6月  |                                                           |
| 029  | こんなに厳しい! 世界の校則                                   | 二宮皓（監修）                                    | 2011年6月  |                                                           |
| 030  | 日本人の「食欲」は世界をどう変えた?                          | 鈴木裕明                                          | 2011年6月  |                                                           |
| 031  | セックス嫌いな若者たち                                       | 北村邦夫                                          | 2011年6月  |                                                           |
| 032  | サクサクわかる世界経済の仕組み                               | 青木裕司 片山まさゆき                             | 2011年8月  |                                                           |
| 033  | 江戸将軍が見た地球                                           | 岩下哲典                                          | 2011年8月  |                                                           |
| 034  | 折れない心を育てる 自画自賛力                                | 原田隆史                                          | 2011年8月  |                                                           |
| 035  | あの実況がすごかった                                         | 伊藤滋之                                          | 2011年8月  |                                                           |
| 036  | 密室入門                                                     | 有栖川有栖 安井俊夫                               | 2011年8月  | ナレッジエンタ読本14『密室入門!』を新書化。               |
| 037  | 恋するオスが進化する                                         | 宮竹貴久                                          | 2011年10月 |                                                           |
| 038  | 桶狭間は晴れ、のち豪雨でしょう 天気と日本史                  | 松嶋憲昭                                          | 2011年10月 |                                                           |
| 039  | 出張ついでのローカル線                                       | 野田隆                                            | 2011年10月 |                                                           |
| 040  | 江戸めしのスゝメ                                             | 永山久夫                                          | 2011年10月 |                                                           |
| 041  | 消えた戦国武将 帰雲城と内ヶ嶋氏理                            | 加来耕三                                          | 2011年12月 |                                                           |
| 042  | 成毛眞の超訳・君主論                                         | 成毛眞                                            | 2011年12月 |                                                           |
| 043  | 東京 消える生き物 増える生き物                               | 川上洋一                                          | 2011年12月 |                                                           |
| 044  | 暴言で読む日本史                                             | 清水義範                                          | 2011年12月 |                                                           |
| 045  | セクシィ仏教                                                 | 愛川純子 田中圭一                                 | 2012年2月  |                                                           |
| 046  | 精神科医が教える 「心が折れない部下」の育て方                | 笹原信一朗                                        | 2012年2月  |                                                           |
| 047  | 本当のモテ期は40歳から                                       | 青木一郎                                          | 2012年2月  |                                                           |
| 048  | 武士マニュアル                                               | 氏家幹人                                          | 2012年4月  |                                                           |
| 049  | 名刺は99枚しか残さない                                       | 荒木亨二                                          | 2012年4月  |                                                           |
| 050  | 社長の勉強法                                                 | 國貞文隆                                          | 2012年4月  |                                                           |
| 051  | 腹だけ痩せる技術                                             | 植森美緒                                          | 2012年4月  |                                                           |
| 052  | プロセスにこそ価値がある                                     | 村山昇                                            | 2012年6月  |                                                           |
| 053  | 女整体師が教える 快感のスイッチ                              | 朱美                                              | 2012年6月  |                                                           |
| 054  | カブトムシとクワガタの最新科学                               | 本郷儀人                                          | 2012年6月  |                                                           |
| 055  | 山手線に新駅ができる本当の理由                               | 市川宏雄                                          | 2012年8月  |                                                           |
| 056  | 顔だけ痩せる技術                                             | 宝田恭子                                          | 2012年8月  |                                                           |
| 057  | 40代から細マッチョになる                                     | 大西仁美                                          | 2012年8月  |                                                           |
| 058  | 10分あれば書店に行きなさい                                   | 齋藤孝                                            | 2012年10月 |                                                           |
| 059  | 1日1回背伸びするだけで人生と体形は変わる                     | 植森美緒                                          | 2012年10月 |                                                           |
| 060  | セクシィ仏教2                                                | 愛川純子 田中圭一                                 | 2012年10月 |                                                           |
| 061  | ダイヤモンドは超音速で地底を移動する                         | 入舩徹男                                          | 2012年10月 |                                                           |
| 062  | 苦手な人ほど上手にできる 女性の部下の活かし方                | 前川孝雄                                          | 2012年10月 |                                                           |
| 063  | 福岡ハカセの本棚                                             | 福岡伸一                                          | 2012年12月 |                                                           |
| 064  | 「苦労話」はすればするほど職場がよくなる                     | 高橋克徳                                          | 2012年12月 |                                                           |
| 065  | 企業家たちの幕末維新                                         | 宮本又郎                                          | 2012年12月 |                                                           |
| 066  | 漫画・居酒屋のつまみを劇的に旨くする技術                     | 筆吉純一郎 伏木亨（監修）                         | 2012年12月 |                                                           |
| 067  | [図解]電車通勤の作法                                         | 田中一郎                                          | 2012年12月 |                                                           |
| 068  | 新宿で85年、本を売るということ                               | 永江朗                                            | 2013年2月  |                                                           |
| 069  | 新幹線をつくる                                               | 早田森                                            | 2013年2月  |                                                           |
| 070  | 縮む世界でどう生き延びるか?                                  | 長谷川英祐                                        | 2013年2月  |                                                           |
| 071  | 漫画・うんちく居酒屋                                         | 室井まさね メディアファクトリー新書編集部（監修） | 2013年2月  | うんちくシリーズ第1弾。                                   |
| 072  | 武将に学ぶ第二の人生                                         | 小和田哲男                                        | 2013年2月  |                                                           |
| 073  | 漫画・あらゆる領収書は経費で落とせる                         | 大村大次郎 円茂竹縄（漫画）                       | 2013年2月  |                                                           |
| 074  | 40代から仕事で巻き返す技術                                   | 清水克彦                                          | 2013年4月  |                                                           |
| 075  | 宇宙のはじまりの星はどこにあるのか                           | 谷口義明                                          | 2013年4月  |                                                           |
| 076  | 漫画・日本霊異記                                             | ichida                                            | 2013年4月  |                                                           |
| 077  | おなかの不安は解消できる                                     | 石蔵文信                                          | 2013年4月  |                                                           |
| 078  | リニアが日本を改造する本当の理由                             | 市川宏雄                                          | 2013年6月  |                                                           |
| 079  | カリスマ社長の大失敗                                         | 國貞文隆                                          | 2013年6月  |                                                           |
| 080  | 漫画・FBI式 しぐさの心理学                                   | 高梨としみつ ジョー・ナヴァロ（原作）             | 2013年6月  |                                                           |
| 081  | 不屈の人 黒田官兵衛                                          | 安藤優一郎                                        | 2013年6月  |                                                           |
| 082  | 漫画・電通鬼十則                                             | 柴田明彦 能田茂（漫画）                           | 2013年8月  |                                                           |
| 083  | 3分で劇的に楽になる 指だけヨガ                               | 深堀真由美                                        | 2013年8月  |                                                           |
| 084  | 漫画・うんちく書店                                           | 室井まさね メディアファクトリー新書編集部（監修） | 2013年8月  | うんちくシリーズ第2弾。                                   |
| 085  | ヘッドハンターはあなたのどこを見ているのか                   | 武元康明                                          | 2013年10月 |                                                           |
| 086  | ミニ書斎をつくろう                                           | 杉浦伝宗                                          | 2013年10月 |                                                           |
| 087  | カラー写真でよくわかる 色の便利帳                            | 永田泰弘                                          | 2013年10月 |                                                           |
| 088  | 偏差値37なのに就職率9割の大学                                | 堀口英則                                          | 2013年10月 |                                                           |
| 089  | 漫画・うんちく鉄道                                           | 筆吉純一郎 杉浦誠（監修）                         | 2013年10月 | うんちくシリーズ第3弾。                                   |
| 090  | 東京五輪で日本はどこまで復活するのか                         | 市川宏雄                                          | 2013年12月 |                                                           |
| 091  | [図解]戦国名合戦 時々刻々                                    | 小和田哲男                                        | 2013年12月 |                                                           |
| 092  | オネエ精神科医が教える 壊れない生き方                        | Tomy                                              | 2013年12月 |                                                           |
| 093  | 図ですぐわかる! 日本100大企業の系譜                          | 菊地浩之                                          | 2013年12月 |                                                           |
| 094  | 漫画・うんちく埼玉                                           | 比古地朔弥 谷村昌平（原案）                       | 2013年12月 | うんちくシリーズ第4弾。                                   |
| 095  | 婚外恋愛                                                     | 亀山早苗                                          | 2014年2月  |                                                           |
| 096  | 給料が上がる人、上がらない人のたった一つの違い               | 高城幸司                                          | 2014年2月  |                                                           |
| 097  | 図解・よくわかる 単位の事典                                  | 星田直彦                                          | 2014年2月  |                                                           |
| 098  | なぜ皇居ランナーの大半が年収700万以上なのか                  | 山口拓朗                                          | 2014年2月  |                                                           |
| 099  | 漫画・うんちくプロ野球                                       | 井上コオ 野球古書店ビブリオ（監修）               | 2014年2月  | うんちくシリーズ第5弾。                                   |
| 100  | 漫画・うんちくSEX                                            | 室井まさね メディアファクトリー新書編集部（監修） | 2014年4月  | うんちくシリーズ第6弾。                                   |
| 101  | 漫画・うんちく北海道                                         | 椿かすが 池田貴夫（監修）                         | 2014年5月  | うんちくシリーズ第7弾。 第8弾以降はレーベルを離れて出版。 |
| 102  | 図ですぐわかる! 日本100大企業の系譜2                         | 菊地浩之                                          | 2014年6月  |                                                           |
| 103  | 東京大学の学術遺産 君拾帖                                    | モリナガ・ヨウ                                    | 2014年6月  |                                                           |
| 104  | 図解・日本人の平均                                           | 統計・確率研究会                                  | 2014年8月  |                                                           |
| 105  | マンガ・幕末は「論争」でわかる                               | あべまき 石黒拡親（原作）                         | 2014年10月 |                                                           |
| 106  | 図解・いきなり絵がうまくなる本                               | 中山繁信                                          | 2014年10月 |                                                           |
| 107  | マンガ・黄金の接待                                           | 阿部花次郎 篠原あかね（監修）                     | 2014年11月 |                                                           |

### プレ創刊
2010年1月に「メディアファクトリーの新書」として以下の3冊が発行された。
- 『セクシィ古文』
- 『サクサクわかる現代史』
- 『この列車がすごい』（川島令三、横見浩彦 / ナレッジエンタ読本10『すごい列車!』を新書化。）